# Теофіло Круз
Теофіло «Тео» Круз Даунс (8 січня 1942 — 30 серпня 2005) — колишній пуерториканський професійний баскетболіст. Після закінчення коледжу Круз грав у Вищій Лізі Пуерто-Рико, Чемпіонаті Бельгії з баскетболу і Чемпіонаті Іспанії з баскетболу.
Теофіло Круз також виступав за збірну Пуерто-Рико з баскетболу. Він представляв її на Олімпійських іграх з 1960 по 1976 рік, а також став першим атлетом який взяв участь у п'яти Олімпійських іграх поспіль. У 1991 році Теофіло Круза включили до 50 найвизначніших баскетболістів за версією Міжнародної федерації баскетболу, а у 2007 році його включили до баскетбольної зали слави ФІБА.

## Кар'єра

### Коледж
Теофіло Круз грав за коледжі в США з 1961 по 1965 рік. Спочатку він грав за команду Нью-Йоркського університету, а з 1962 року почав грати за команду університету Сіетла. У драфті НБА 1965 року його обрав Лос-Анджелес Лейкерс.

### Клубна кар'єра
Теофіло Круз провів 25 сезонів у Вищій Лізі Пуерто-Рико. 4 рази його визнавали найкращим гравцем Вищої Ліги Пуерто-Рико і 5 разів визнавали найкращим центровим Вищої Ліги Пуерто-Рико.
Два рази ставав найкращим в лізі за кількістю набраних очок за гру, також став першим баскетболістом який набрав 9 000 очок у Вищій Лізі Пуерто-Рико. Всього за свою кар'єру він набрав 9 535 очок, в середньому 16,3 за гру. За всю кар'єру Теофіло Круз віддав 605 результативних передач.

### Національна збірна
Круз виступав центровим у збірній Пуерто-Рико з баскетболу. Він став першим баскетболістом, який взяв участь у 5 Олімпійських іграх.

## Смерть
Теофіло Круз помер 30 серпня 2005 року від геморагічного інсульту. 31 серпня на його честь назвали спортивний комплекс у Сан-Хуані, а перед грою між збірною Пуерто-Рико і збірної Венесуели, на його честь було влаштовано хвилину мовчання.